# Jozef Plachý

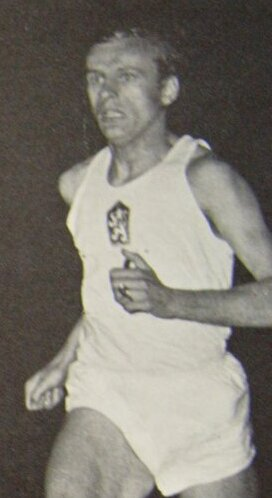
Jozef Plachý, 1973

Jozef Plachý (* 28. Februar 1949 in Košice) ist ein ehemaliger slowakischer Mittelstreckenläufer, der für die Tschechoslowakei startete.

## Leben
Über 800 Meter wurde er bei den Olympischen Spielen 1968 in Mexiko-Stadt Fünfter, gewann Silber bei den Europameisterschaften 1969 in Athen und wurde Sechster bei den Europameisterschaften 1971 in Helsinki.
1972 gewann er über 800 Meter Gold bei den Halleneuropameisterschaften in Grenoble und erreichte bei den Olympischen Spielen in München das Halbfinale. Im Jahr darauf holte er bei den Halleneuropameisterschaften in Rotterdam Bronze über 800 Meter und mit der tschechoslowakischen Mannschaft Silber in der 4-mal-720-Meter-Staffel.
Einer weiteren Bronzemedaille über 800 Meter bei den Halleneuropameisterschaften 1974 in Göteborg folgte ein vierter Platz über diese Distanz bei den Halleneuropameisterschaften 1975 in Kattowitz. Bei den Olympischen Spielen 1976 in Montreal schied er über 800 Meter im Vorlauf aus.
Über 1500 Meter gewann er 1977 Gold bei der Universiade und wurde Sechster bei den Olympischen Spielen 1980 in Moskau. 1977 gewann er die World Student Games über 800 Meter.
Neunmal wurde er tschechoslowakischer Meister über 800 Meter (1968, 1969, 1971–1977) und zweimal über 1500 Meter (1978, 1980). In der Halle wurde er 1972 US-Meister über 1000 Yards und 1979 tschechoslowakischer Meister über 1500 Meter.

## Persönliche Bestzeiten
- 800 m: 1:45,4 min, 31. Juli 1969, Stuttgart
- 1000 m: 2:17,5 min, 10. August 1977, Karlstad
- 1500 m: 3:37,04 min, 10. Juni 1977, Bratislava
- 1 Meile: 3:52,59 min, 3. Juli 1978, Stockholm